# Andreas Gminder
Andreas Gminder (* 10. Juli 1964 in Stuttgart) ist ein deutscher Mykologe. Sein botanisch-mykologisches Autorenkürzel lautet „Gminder“.

## Leben
Gminder wohnt seit 2018 in Goslar, ist geschieden und hat eine Tochter (* 2007) sowie aus voriger Ehe zwei angeheiratete Söhne (* 1998 und * 2000).
Andreas Gminder ist seit 1990 Pilzberater und Mitglied der Deutschen Gesellschaft für Mykologie (DGfM). Zwischen 1991 und 2001 war er Schriftführer des Vereins der Pilzfreunde Stuttgart sowie ab 1993 Ko-Redakteur der Südwestdeutschen Pilzrundschau. Seit 1999 ist Gminder bei der DGfM Referent für die Pilzberaterfortbildung, seit 2004 Pilzsachverständigen-Prüfer der Gesellschaft. 1999 bis 2003 war er ehrenamtlich im mykologischen Herbarium des Naturkundemuseums Stuttgart tätig.
2003 wurde er Mitglied der Thüringer Arbeitsgemeinschaft Mykologie (ThAM) und Beisitzer in deren Vorstand. Trotz seines Umzugs nach Jena 2002 blieb er bis zum Abschluss der Arbeiten an Band 5 aus der Reihe „Die Großpilze Baden-Württembergs“ als Landeskoordinator für die Kartierung in Baden-Württemberg zuständig. Seit 2009 ist er Landeskoordinator für Thüringen und seit 2010 Mitglied im DGfM-Fachausschuss „Naturschutz und Kartierung“. Seit 2010 ist Gminder einer von zwei Schriftleitern der Zeitschrift für Mykologie. Gminder wurde 2015 in den Fachbeirat Naturschutz in Thüringen berufen, in dem er die Pilze vertritt.

## Wirken
Gminder konzentriert sich in seiner Arbeit unter anderem auf die Kartierung der Pilzvorkommen, ehemals auch in Zusammenarbeit mit German J. Krieglsteiner. Außerdem beschäftigt er sich intensiv mit der Gattung Mollisia. Sein Arbeitsschwerpunkt liegt jedoch generell auf den Großpilzen, seine etwa 100 Publikationen umfassen eine große Spanne von Ständer- und Schlauchpilzen. Gminder (teils mit weiteren Autoren) beschrieb etwa 20 Arten und übergeordnete Taxa neu für die Wissenschaft und kombinierte weitere 50 Taxa um.
Seit Oktober 2004 ist er freiberuflich als Mykologe tätig und bietet Pilzkurse, Vorträge und die Erstellung von Gutachten an. Seit 2012 arbeitet er neben der Kurstätigkeit auch als Mykologe in Forschungsprojekten und Monitorings, vor allem in diversen Nationalparks und Biosphärenreservaten (u. a. Bayerischer Wald, Hunsrück-Hochwald, Schwäbische Alb, Rhön, Harz) die den feldmykologischen Teil von größeren, teils interdisziplinären Forschungsprojekten in Zusammenarbeit mit Universitäten (u. a. Halle, Marburg) abdecken. 2014 und 2019 bearbeitete er im Zuge der vom NABU organisierten Inventarisierung des äthiopischen Kafa-Biosphärenreservats das dortige Pilzvorkommen. Im Zuge dieser Erst- und Folgeinventarisierung wurden etliche neu zu beschreibende Arten gefunden.
Besonderen Augenmerk legt Gminder – beeinflusst von seinen Mentoren Walter Pätzold, Hans Haas und German J. Krieglsteiner – auf die Ökologie der Pilze und damit verbunden insbesondere ihre Anwendung im praktischen Naturschutz. In diesem Kontext arbeitet er an den Roten Listen der Pilze Deutschlands sowie Thüringens mit. Federführend bearbeitete er die Rote Liste der Pilze Baden-Württembergs und Thüringens. Ferner ist er Ko-Autor zusammen mit Matthias Lüderitz eines Heftes über 19 Verantwortungsarten.

## Auszeichnungen
- 1998: Adalbert-Ricken-Preis der DGfM

## Publikationen

### Schriften (Auswahl)
- Pilze der Missen bei Oberreichenbach (Landkreis Calw, Nordschwarzwald). In: Beihefte zu den Veröffentlichungen für Naturschutz und Landschaftspflege in Baden-Württemberg. 73. 1993, S. 507–518.
- Die trockenstieligen Arten der Gattung Limacella in Europa. In: Z. Mykol. 60 (2), 1994, S. 377–398.
- Die Pilzflora im Landkreis Calw. In: Jahrbuch des Landkreises Calw 1994. S. 97–111.
- Studien in der Gattung Mollisia s.l. I. In: Z. Mykol. 62 (2), 1996, S. 181–194.
- Beiträge zur Kenntnis der Lepiotaceae in Baden-Württemberg, I. Lepiota subsekt. Helveolinae M. Bon & Boiffard und L. brunneoincarnata Chodat & Martin. In: Beiträge zur Kenntnis der Pilze Mitteleuropas. XII, 1999, S. 63–74.
- Studies in the genus Mollisia s.l. II: Revision of some species of Mollisia and Tapesia described by J. Velenovský (part 1). In: Czech Mycology. 58 (1–2), 2006, S. 125–148.
- Pyrenopeziza baraliana spec. nov., eine neue Art von Pestwurz-Blattstielen. In: Z. Mykol. 72 (1), 2006, S. 47–52.
- Zwei interessante Arten aus den Tropenhäusern des Botanischen Gartens München. In: Myc. Bav. 9, 2007, S. 43–48.
- Clitopilus byssisedoides, a new species from a hothouse in Germany. In: Mycotaxon. 112, 2010, S. 25–29. (zusammen mit Noordeloos & Co-David)
- Studies in the genus Mollisia s.l. III: Revision of some species of Mollisia and Tapesia described by J. Velenovský (part 2). In: Czech Mycology. 64 (2), 2012, S. 105–126.
- Ergänzungen zur Großpilzflora von Baden-Württemberg. In: Andrias 19, 2012, S. 185–223. (zusammen mit Saar)
- Zwei neue Hydropus-Arten aus Gewächshäusern in Deutschland. In: Z. Mykol. 79 (1), 2013, S. 3–14.
- Ergänzungen zur Großpilzflora von Baden-Württemberg Bd. 1-5 (Teil 2). In: Journ. J.E.C. 15, 2013, S. 83–112. (zusammen mit Saar)
- Host abundance, durability, basidiome form and phylogenetic isolation determine fungivore species richness. In: Biological Journal of the Linnean Society 114(3), 2015, S. 699–708. (zusammen mit Thorn, Müller, Bässler, Brandl & Heibl)
- Mean reproductive traits of fungal assemblages are correlated with resource availability. In: Ecology and Evolution 6(2), 2016, doi:10.1002/ece3.1911 (zusammen mit Bässler, Halbwachs, Karasch, Holzer, Krieglsteiner, Gonzalez, Müller & Brandl)
- Disentangling the effects of forest-stand type and dead-wood origin of the early successional stage on the diversity of wood-inhabiting fungi. In: Forest Ecology and Management 377, 2016, S. 161–169. (zusammen mit Baber, Otto, Kahl, Gossner, Wirth & Bässler)
- Fungi at the Kafa Biosphere Reserve. In: The Nature and Biodiversity Conservation Union (NABU) (Hrsg.) – NABU's Biodiversity Assesment at the Kafa Biosphere Reserve. Berlin, Addis Abeba, 356 S.
- Zur Ökologie und Verbreitung von Fomitopsis rosea (Alb. & Schwein.) P. Karst. Mykologische Berichte aus deutschen Nationalparks, Teil 1 (Berchtesgaden). In: Zeitschrift für Mykologie 83(1), 2017, S. 3–21. (zusammen mit Karasch, Winter & Bässler)
- Ramaria kafaensis spec. nov. (Gomphales, Basidiomycetes) - a new coralloid fungus species from the cloud forests of Ethiopia. In: Zeitschrift für Mykologie 86(2), 202, S. 211–228. (zusammen mit Ploch, Heidemann, Deribe, Thines, Christan)
- Verantwortungsarten bei Großpilzen in Thüringen. In: Landschaftspflege und Naturschutz in Thüringen 56(3), 2020, 155–163.
- City life of mycorrhizal and wood-inhabiting macrofungi: Importance of urban areas for maintaining fungal biodiversity. In: Landscape and Urban Planning 221, 2022, 104360. (zusammen  mit Purahong, Günther, Tanunchai, Gossner, Buscot, Schulze)
- Die Pilze des Nationalparks Hainich. Erforschen Band 5. Nationalparkverwaltung Hainich (Hrsg., 2023 "2021"), 204 S.
- Deutscher Erstnachweis von Tubulicrinis regificus und weitere Tubulicrinis-Arten neu im Nationalpark Harz. Mykologische Berichte aus deutschen Nationalparks, Teil 2 (Harz). In: Zeitschrift für Mykologie 88(2), 2022, S. 227–241. (zusammen mit Heidemann & Springemann)
- Bemerkenswerte Häufung von Funden der Urwaldreliktart Aporpium canescens im Nationalpark Hunsrück-Hochwald und Anmerkungen zur Gattung Aporpium (Auriculariales, Basidiomycota) in Deutschland. Mykologische Berichte aus deutschen Nationalparks, Teil 3 (Hunsrück-Hochwald). In: Zeitschrift für Mykologie 91(1), 2025, S. 19–39.

### Beiträge in Sammelwerken
- Boletales. In: G. J. Krieglsteiner (Hrsg.): Die Großpilze Baden-Württembergs. Band 2. Ulmer, Stuttgart 2000, ISBN 3-8001-3531-0.
- Tricholomataceae: Armillaria, Arrhenia, Chrysomphalina, Clitocybe, Cystoderma, Gamundia, Haasiella, Hygrophoropsis, Lepista, Omphalina, Ossicaulis, Phaeolepiota, Phytoconis, Pseudoclitocybe, Pseudoomphalina, Rickenella, Ripartites, Squamanita. In: G. J. Krieglsteiner (Hrsg.): Die Großpilze Baden-Württembergs. Band 3, Ulmer, Stuttgart 2001, ISBN 3-8001-3536-1.
- Lepiotaceae, Bolbitiaceae, Strophariaceae. In: G. J. Krieglsteiner (Hrsg.): Die Großpilze Baden-Württembergs. Band 4, Ulmer, Stuttgart 2003, ISBN 3-8001-3281-8.
- mit G. J. Krieglsteiner: Crepidotaceae. In: G. J. Krieglsteiner (Hrsg.): Die Großpilze Baden-Württembergs. Band 4, Ulmer, Stuttgart 2003, ISBN 3-8001-3281-8.
- Cortinariaceae, Coprinaceae, Agaricaceae. In: G. J. Krieglsteiner, A. Gminder (Hrsg.): Die Großpilze Baden-Württembergs. Band 5, Ulmer, Stuttgart 2010, ISBN 978-3-8001-3572-1.

### Bücher
- mit Tanja Böhning: Welcher Pilz ist das? Kosmos, Stuttgart 2007, ISBN 978-3-440-10797-3.
- Mushrooms of Britain and Europe. A & C Black, London 2008, ISBN 978-1-4081-0156-8.
- Handbuch für Pilzsammler. Kosmos, Stuttgart 2008, ISBN 978-3-440-11472-8.
- Unsere Pilze. Kosmos, Stuttgart 2008, ISBN 978-3-440-11384-4.
- mit Tanja Böhning: 450 Champignons. Delachaux et Niestlé, 2008, ISBN 978-2-603-01534-6.
- Pilze. Kosmos, Stuttgart 2009, ISBN 978-3-440-11473-5.
- Pilze finden, erkennen, genießen. Kosmos, Stuttgart 2012
- Andreas Gminder, Peter Karasch, Erhard Ludwig: Das Kosmos Handbuch Pilze. Kosmos Verlags-GmbH, Stuttgart 2023, ISBN 978-3-440-17027-4.